# Centropyge colini
Centropyge colini es una especie de pez ángel marino de la familia Pomacanthidae. Están distribuidos en el Indo-Pacífico

## Características
Su longitud máxima es de 9 cm, se encuentran en las grietas y hendiduras de los arrecifes, en una profundidad que va de los 20 a los 100 m. Son de color amarillo brillante, la parte superior y la aleta dorsal es violácea, tienen un círculo color púrpura alrededor de los ojos. Su cuerpo es aplanado.